# Cyphophanes
Cyphophanes là một chi bướm đêm thuộc phân họ Olethreutinae trong họ Tortricidae.

## Các loài
- Cyphophanes dryocoma (Meyrick, 1916)
- Cyphophanes dyscheranta Meyrick, 1937
- Cyphophanes gracilivalva Horak, 2006